# Jan Rechberger
Jan Rechberger (ur. 13 czerwca 1974) – fiński muzyk, kompozytor i multiinstrumentalista, a także inżynier dźwięku. Jan Rechberger znany jest przede wszystkim z wieloletnich występów w zespole Amorphis w którym gra na perkusji. Wraz z formacją uzyskał m.in. nagrodę fińskiego przemysłu fonograficznego Emma-gaala. W latach 2003–2004 grał w zespole Ajattara. Od 2009 roku jest także członkiem formacji Grease Helmet.

## Instrumentarium
| Bębny Pearl Reference Series - 2x 22″ Bass Drums - 10″ Rack Tom - 12″ Rack Tom - 16″ Floor Tom - 14″ x 5 Reference Wooden Snare (20ply) - 14″ x 51/2 Reference Brass Shell Snare Osprzęt - Pearl Eliminator Pedals Pałki perkusyjne - Wincent 5B Sticks |  | Naciągi Evans - G2 clear on Bass Drums - ST on Snare - G2 Clear on Toms Talerze Sabian - 14″ HHX Hats - 21″ HHX Stage Ride - 17″ HHX Xplosion Fast Crash - 18″ HHX Xplosion Dark Crash - 19″ AAX Dark Crash - 20″ AAX Dark Crash - 18″ China |

## Wybrana dyskografia
- Waltari – Blood Sample (2005, Bluelight, realizacja nagrań)[5]
- Waltari – Release Date (2007, Dockyard 1 Records, gościnnie programowanie)[6]